# Petrașivka, Teplîk
Petrașivka (în ucraineană Петрашівка) este o comună în raionul Teplîk, regiunea Vinnița, Ucraina, formată numai din satul de reședință.

## Demografie
Componența lingvistică a satului Petrașivka
     Ucraineană (98,52%)
     Rusă (1,03%)
     Alte limbi (0,11%)
Conform recensământului din 2001, majoritatea populației satului Petrașivka era vorbitoare de ucraineană (98,52%), existând în minoritate și vorbitori de rusă (1,03%).